# Център на съгласието
Центърът на съгласието (на латвийски: Saskaņas Centrs) e лява политическа коалиция в Латвия, съществувала през 2005-2014 година и подкрепяна главно от руското малцинство в страната.
Основана през 2005 г., тя обединява Социалдемократическата партия „Съгласие“ и комунистическата Социалистическа партия на Латвия.
Центърът на съгласието е държан в изолация от останалите политически партии, които настояват той да признае съветската окупация на Латвия и латвийския език като единствен официален език в страната.
На парламентарните избори от 17 септември 2011 година Центърът на съгласието заема първо място, главно заради фрагментирането на гласовете за останалите партии след поредица от корупционни скандали.